# Liudolfo di Frisia
Liudolfo di Brunswick (1003 circa – 23 aprile 1038) fu margravio di Frisia, conte di Brunswick, conte di Derlingau e di Gudingau.

## Biografia
Liudolfo era un discendente della famiglia sassone dei Brunonidi. Era figlio di Bruno I, conte di Brunswick e di Gisela di Svevia. L'imperatore Enrico III era perciò suo fratellastro. Liudolfo controllava le contee frisone di Oostergo, Zuidergo e Westergo. Per altre due generazioni, la dinastia dei Brunonidi ereditò il titolo margraviale. Non si sa come i Brunonidi ottennero il controllo delle loro contee. C'è una teoria secondo cui Liudolfo si approfittò del caos generato dai conti d'Olanda nella parte della Frisia tra Vlie e Lauwers. Non si sa molto della sua vita. Morì nel 1038 e gli successe suo figlio, Bruno II.

## Famiglia
Liudolfo sposò Gertrude di Egisheim, figlia di Ugo IV di Nordgau e di Edvige di Dabo. Ella era dunque sorella di papa Leone IX, sotto cui pontificato si consumò il Grande Scisma, e appartenente alla dinastia degli Eticonidi. Essi ebbero i seguenti figli:
- Bruno II (intorno al 1024-26 giugno 1057);
- Egberto I, margravio di Meißen († 1068);
- Matilda di Frisia († 1044), che sposò re Enrico I di Francia[1];
- Ida di Elsdorf, sposata con Lotario Udo I, margravio della marca del Nord. La loro figlia Oda di Stade sposò Sviatoslav II Yaroslavich, Gran Principe di Kiev.

Secondo Szabolcs de Vajay, sarebbe padre di Agata di Kiev, consorte di Edoardo l'Esiliato. Questa teoria, incontrastata per trent'anni è stata però messa in discussione da un'altra teoria che la vuole originaria della Rus' di Kiev e da allora le due sono in competizione.